# Dyckia reitzii
Dyckia reitzii là một loài thực vật có hoa trong họ Bromeliaceae. Loài này được L.B.Sm. mô tả khoa học đầu tiên năm 1950.